# Patrizio Rigobon
Patrizio Rigobon (Mogliano Veneto, Itàlia, 1959) és un professor universitari i traductor (sobretot del català, però també del castellà i del llatí). Des del 2000 exerceix la docència de literatura catalana i de literatura espanyola a la Universitat Ca' Foscari de Venècia. Anteriorment, va ser professor també a les universitats de Bolonya i de Trieste. Ha col·laborat a la revista Spagna contemporanea i al Journal of Spanish Cultural Studies, és redactor de Rassegna iberistica i, amb la directiva de l'Associazione Italiana di Studi Catalani (de la qual és president des del 2008), ha fundat la Rivista Italiana di Studi Catalani, que dirigeix. Va ser guardonat l'any 2009 per la Generalitat de Catalunya amb el premi Pompeu Fabra a la projecció i difusió de la llengua catalana; l'any 2010 la seva traducció de la novel·la de Miquel de Palol Un home vulgar va ser assenyalada pel jurat del Premio Monselice per la Traduzione i l'any 2011 va ser guardonat amb el premi Josep Maria Batista i Roca, atorgat per l'Institut de Projecció Exterior de la Cultura Catalana (IPECC), com a reconeixement de la seva tasca per mantenir la presència catalana i augmentar l'estudi de la cultura dels Països Catalans a Itàlia. És autor de nombrosos articles i assaigs de literatura i història catalanes contemporànies, publicats a Itàlia, Espanya, Estats Units, Eslovènia i França.